# Jannie Meuwesen
Jannie Meuwesen (* 1980 in Keetmanshoop, Südwestafrika) ist ein namibischer Bogensportler und Weltmeister.
Seine sportliche Karriere begann Meuwesen 2016 mit bereits 36 Jahren. Er wurde 2018 im südafrikanischen Potchefstroom Weltmeister im Feldbogenschießen in der Disziplin Freistil. 2022 gewann er die Auszeichnungen als Sportler des Jahres und Sportstar, 2019 als Sportler des Jahres, bei den Namibia Annual Sports Awards. 2019 verbesserte er bei den afrikanischen Feldbogen-Regionalmeisterschaften in Sambia sämtliche namibische Rekorde.
Meuwesen lebt mit seiner Frau Heidi in Lüderitz.